# Angel cake
Para o bolo americano de mesmo nome, veja Bolo Angel's food
O bolo de anjo (em inglês:  Angel cake) é um tipo de sobremesa de pão de ló em camadas que se originou no Reino Unido, e se tornou popular no final do século XIX.
Feito com manteiga, açúcar refinado, ovos, extrato de baunilha, farinha com fermento, fermento em pó e corante alimentar vermelho e amarelo, consiste em duas ou três camadas de pão de ló doce que geralmente são de cor branca, rosa e amarela. É tradicionalmente gelado com uma fina camada de glacê branco. Para servir, geralmente são cortadas barras longas ou pequenas fatias retangulares.
O maior bolo de anjo registrado tinha 1 metro de comprimento e 50 centímetros de largura, que foi assado na cidade inglesa de Bakewell. 